# Josep Vila i Ball-llebrera
Josep Vila i Ball-llebrera   (1875 - 1940) va ser un empresari català.
Va ser fabricant i agent a Espanya dels productes Servus i Kaol, una crema enllustradora de calçat i un líquid netejador metalls, respectivament, creats per l'empresa berlinesa Chemische Werke Lubszynski. El març del 1917 va comprar la finca de can Coll i Pujol a les filles de Ramon Coll i Pujol, on va instal·lar la seva fàbrica, vora d'on actualment hi ha el carrer de Vila i Vall-llebrera. El 1921 va vendre bona part de la finca a l'empresa Terrenos y Edificios a Plazos, que va la parcel·lar i promoure'n la urbanització. Vila va reservar-se la resta, on hi havia la fàbrica i el 1923 es va associar amb Ginés Llamas Martínez, amb qui va crear l'empresa Artes Metalgráficas Hispano Lubszyinski, més endavant reconvertida en Llamas SA, que va comprar els terrenys el 1925.
Té un carrer dedicat a Badalona des de 1924, quan es va sol·licitar la parcel·lació del que havia estat la seva finca. Amb tot, amb el pas del temps, es va confondre la denominació amb Vall-llebrera, un nucli de població d'Artesa de Segre, encara que, finalment, es va rectificar.